# The Naked Prey
The Naked Prey (br: A Prova do Leão) é um filme sul-africano-estadunidense de 1966, gênero aventura, dirigido e produzido por Cornel Wilde, numa realização da Paramount Pictures.
Localizado na África, o filme relata uma história sobre a sobrevivência entre os selvagens, baseada nas experiências do explorador John Colter, que foi perseguido por Blackfoot selvagens na fronteira do Wyoming, em 1809.
O roteiro de Clint Johnson e Don Peters foi indicado ao Oscar de roteiro original.

## Sinopse
Wilde interpreta um personagem cujo nome não é mencionado durante o filme, um guia que conduz um homem branco (Gert Van den Berg) e seus amigos em uma caçada de elefantes através da África, durante a época colonial. Quando o grupo entra em um dos territórios indígenas, alguns nativos os abordam, na tentativa de conseguir alguns presentes. Apesar do aviso de cordialidade de Wilde, os brancos insultam os nativos, e a tribo os captura e os coloca para morrer, através de vários métodos cruéis. Wilde é deixado por último, e após vencer vários desafios, é colocado na selva, com alguma dianteira, sem água e sem alimentos, seguido por dez guerreiros, na tentativa de caçá-lo até a morte. Numa combinação de sorte, esperteza e desespero, ele despista seus perseguidores, chegando até um forte, sob uma última observação de seus perseguidores, acompanhados do líder (Ken Gampu).
Apesar da violência da história, há algumas cenas ternas e com algum senso de humor, como as cenas em que uma garota africana o acompanha por alguns dias, ele canta Little Brown Jug, e a criança canta uma canção em seu próprio idioma.
O som de fundo consiste de cantos africanos, sons naturais e só ocasionalmente algum diálogo. Não há subtítulos, e a música incidental é quase ausente.

## Elenco
- Cornel Wilde… O Homem
- Gert Van den Bergh… Homem 2
- Ken Gampu… Líder dos guerreiros
- Patrick Mynhardt… Chefe do Safari
- Bella Randles… Garota
- Morrison Gampu… Líder da tribo
- Sandy Nkomo… Guerreiro
- Eric Mcanyana… Guerreiro
- John Marcus… Guerreiro
- Richard Mashiya… Guerreiro
- Franklyn Mdhluli… Guerreiro
- Fusi Zazayokwe… Guerreiro
- Joe Dlamini… Guerreiro
- Jose Sithole… Guerreiro
- Horace Gilman… Guerreiro

## Produção e recepção da crítica
- The Naked Prey foi filmado em locações do sul da África. Wilde era um atleta, ele participou das Olimpíadas de Fencer em 1936, mas na época do filme tinha 50 anos, adoeceu durante as filmagens, o que utilizou, de certa forma, em sua performance.
- "O diálogo mínimo, a ênfase sobre a sobrevivência, o isolamento e a solidão ajudaram a criar o clímax da história, que fugiu do convencional[2] distinguish Naked Prey as an innovative and influential adventure film.[3]".
- Time descreveu o filme como “um clássico, de concepção épica de sobrevivência, sem tempo para loiras tímidas e falsos heróis” onde “nativos não são os usuais negros anônimos, mas seres humanos cuja capacidade para a violência o herói rapidamente reconhece”.[4]
- The Naked Prey foi gravado em DVD por The Criterion Collection em janeiro de 2008.

## Influências
Joel e Ethan Coen fizeram uma versão de The Naked Prey em Super-8, e a chamaram Zeimers in Zambia
O filme de Mel Gibson Apocalypto lembra The Naked Prey em algumas cenas